# Éditions Heimdal
Pour les articles homonymes, voir Heimdal.
Heimdal est une maison d'édition française spécialisée dans la Seconde Guerre mondiale, le Moyen Âge et le régionalisme normand créée en 1974 par Georges Bernage.

## Histoire

### La revueHeimdal
En 1971, Georges Bernage, alors étudiant à l'institut des études scandinaves de l'université de Caen, fonde une revue historique consacrée à la Normandie. Intitulée Heimdal, du nom d'une divinité de la mythologie nordique, cette revue — qui paraît jusqu'en 1987 — est considérée par l'historien Benoît Marpeau comme l'héritière de la revue Viking de Jean Mabire. Ce dernier en est d'ailleurs un des principaux collaborateurs. Entre le numéro 1 (automne 1971) et le numéro 29 (hiver 1979), il signe 21 articles (sur les 188 parus).
Très rapidement, un comité de patronage se forme autour de la revue. En 1973, il se composait de Kurt Böhner (Directeur du Romisch-Germanisches Museum à Mayence), Frédéric Durand (Directeur de l'Institut Scandinave de l'Université de Caen), Eric Eydoux (Assistant de langue danoise à l'Université de Caen, aujourd'hui Enseignant-chercheur à l'Université de Caen), Henri-Paul Eydoux (Haut fonctionnaire français, homme de lettres et résistant), Jean-René Maréchal (Directeur du laboratoire du MAN puis du CRAHM à Caen), Heinz Joachim Graf (maître de conférences en philologie nordique et archéologie germanique à l'Université de Düsseldorf), Lucien Musset (Directeur de l'Institut d'Histoire de l'Université de Caen) et Maurice Yvart  (conservateur des Musées de Fécamp et Lillebonne).
Stéphane François estime quant à lui qu'elle « joua un grand rôle dans l'intérêt des milieux extrémistes de droite pour le monde germano-scandinave ». Associée aux Éditions Copernic, elle est « proche des thèmes de la Nouvelle Droite ». Au début des années 1970, des célébrations du solstice d'été sont organisées dans son cadre.

### La maison d'édition
Trois ans plus tard, en 1974, alors que le magazine prend de l'ampleur et à l'occasion de la parution de son premier livre La Normandie romantique, Georges Bernage fonde les Éditions Heimdal à Bayeux, dans le Calvados.
Initialement centrées sur le régionalisme normand, les Éditions Heimdal lancent la collection des "Guides Normands" ("Comment reconnaître les meubles normands" (1980) par Georges Bernage ou encore "Le Costume normand" (1981) du même auteur). Rapidement, elles élargissent leur catalogue vers la période médiévale ("La Normandie médiévale" (1980) par Georges Bernage) et la Seconde Guerre mondiale ("Normandie 1944 Guide Du Champ De Bataille 7 juin Au 22 aout 1944" (1982) par Jean-Pierre Benamou).
Depuis 2015, avec la création de titres sur l'Antiquité, les Éditions Heimdal couvrent l'histoire mondiale depuis le Bronze ancien (1800 av.J.-C.), jusqu'aux conflits du XXIe siècle, à travers les revues Submarine et Avions de Combat. Au-delà des périodes susmentionnées, elles traitent également du Premier et Second Empire, de la Première Guerre Mondiale et des guerres de décolonisation.
En 1990, l'entreprise déménage son siège de Bayeux à Damigny, pour enfin s'installer à Saint-Martin-des-Entrées en 2019. En 2015, Heimdal est « le plus vieil éditeur normand » en activité.

## Revues publiées
Les Éditions Heimdal publient de nombreux magazines :
- Heimdal (1971 - 1987), revue d'histoire normande,
- Hellequin (1974-1976) : revue littéraire normande,
- Vikland (1975 - 1983 puis 2012 - ) : revue d'histoire de la presqu'île du Cotentin
- 39-45 (1983 - ) : magazine consacré à la Seconde Guerre mondiale
- Histoire & maquettisme (1989 - 2003),
- Patrimoine normand (1995 - 2010 réédité par les éditions Spart depuis 2010),
- Moyen Âge (1997 - ),
- Le Grand Siècle de France (2003 - 2004),
- Normandie 1944 (2011 - ),
- Submarine (2014 - ),
- Antiquité (2015 - ),
- Avions de combat (2016 - ),
- Aces (2016 - ),
- Soldat (2017 - ),
- Histoire des Français (2017 - 2018),
- L'Aventure automobile (réédité par les éditions Heimdal depuis 2017).
- Air Vintage (2019 - )

À travers leurs revues, les Éditions Heimdal couvrent aujourd'hui l'Antiquité (Antiquité), le Moyen Âge (Moyen-Âge), l'Histoire moderne (Soldat), l'Histoire contemporaine (Normandie 44 et 39-45), ainsi que le monde des sous-marins (Submarine), de l'aviation (Aces et Avions de Combat) et la Normandie (Vikland). En outre, la plupart des magazines sont associés à une version hors-série, permettant d'approfondir davantage les sujets abordés dans les revues. En 2015, George Bernage estimait à plus de mille, le nombre de numéros parus au cours des quarante années d'existence de la maison d'édition.

## Livres
Depuis leur fondation, les Éditions Heimdal ont publié plus de 400 livres traitant majoritairement de la Seconde Guerre mondiale, et en particulier du débarquement et de la bataille de Normandie, mais aussi de l'histoire régionale ou médiévale.
Parmi les principaux auteurs publiés, figurent outre Georges Bernage, des spécialistes de la Seconde Guerre mondiale comme le conservateur du musée mémorial de la Bataille de Normandie Jean-Pierre Benamou ou l'historien François de Lannoy, ainsi que des passionnés comme Charles Trang ou Jean-Yves Mary.

## Controverses
REFLEXes indique qu'elles ont participé à la fête des Bleu-blanc-rouge organisée par le Front national, et les rapproche des éditions Pardès sur le plan idéologique.[Information douteuse]
En 2000, un ouvrage signé Georges Bernage est retiré des rayons du Mémorial de Caen à la suite d'une réclamation d'un étudiant en géographie auprès de la direction accusant son auteur de glorifier la garde personnelle d'Hitler.